# Archäologische Gesellschaft Athen

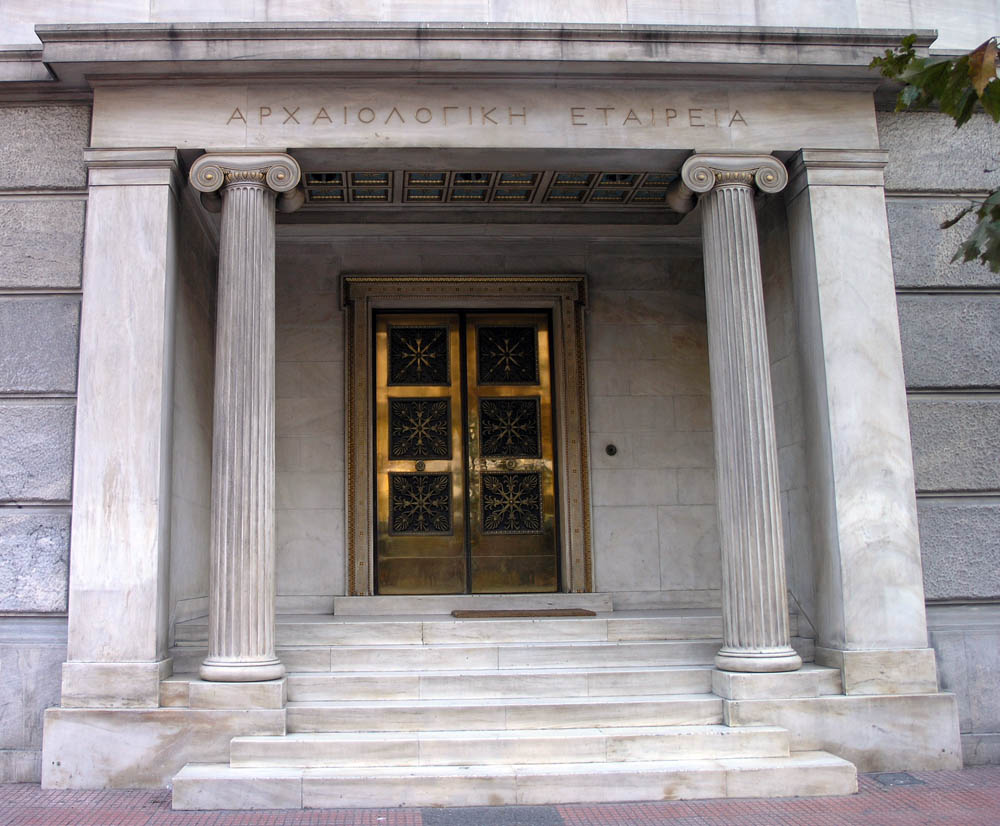
Portal der Archäologischen Gesellschaft

Die Archäologische Gesellschaft in Athen (griechisch Η Εν Αθήναις Αρχαιολογική Εταιρεία I En Athines Archeologiki Eteria; in englischer Eigenbezeichnung Archaeological Society at Athens, auch Greek Archaeological Society) ist eine 1837 gegründete Einrichtung zur Bewahrung des antiken Erbes in Griechenland.

## Geschichte und Aufgaben
Auf Initiative des Kaufmanns Konstantinos Bellios (oder Vellios) wurde am 6. Januar 1837 von einer Gruppe Gelehrter und Politiker des jungen Staates, darunter auch Iakovos Rhizos Nerulos und Ioannis Orlandos, die Archeologiki Eteria gegründet. Ziel war es, eine Bestandsaufnahme, Lokalisierung, Wiedererrichtung und Restaurierung der Hinterlassenschaften des antiken Griechenland zu sichern. Als unabhängige wissenschaftliche Gesellschaft unterstützt sie heute den griechischen Staat bei Denkmalschutz sowie Studium der griechischen Antiken.

## Forschungen
Unter Führung der Archeologiki Eteria wurden in den ersten Jahren des Bestehens in ehrgeizigen Projekten Teile der Akropolis ausgegraben, eine erste Restaurierung des Parthenon unternommen, die Ausgrabungen des Dionysostheaters, des Odeion des Herodes Atticus und des Turms der Winde durchgeführt.
Zwischen 1854 und 1894 schlossen sich die Untersuchungen und Ausgrabungen des Kerameikos, der Hadriansbibliothek und der Römischen Agora in Athen an. Zahlreiche Untersuchungen widmeten sich Fundorten in Attika, in Boiotien, in der Peloponnes und auf den Kykladen. Im gleichen Zeitraum wurden in Athen zahlreiche einzelne Museen gegründet, deren Bestände später zum Archäologischen Nationalmuseum zusammengefasst wurden.

## Publikationen
Die Gesellschaft gibt verschiedene Zeitschriften heraus, die der Veröffentlichung von archäologischen Forschungen und Ausgrabungen in Griechenland dienen. Seit 1837 erscheinen die Praktika tes en Athenais Archaiologikes Hetaireias (Πρακτικά της εν Αθήναις Αρχαιολογικής Εταιρείας, Proceedings of the Archaeological Society). Ebenfalls seit 1837 erscheint die Archaiologike Ephemeris (Αρχαιολογική Εφημερίς). 1955 wurde mit dem To Ergon tes Archaiologikes Hetaireias (Έργον της Αρχαιολογικής Εταιρείας, The Work of the Archaeological Society) eine weitere Zeitschrift ins Leben gerufen, die kurze Berichte zu den Ausgrabungen der Gesellschaft veröffentlicht. Ebenfalls überwiegend der Arbeit der Gesellschaft gewidmet ist die monographische Reihe Bibliotheke tes en Athenais Archaiologikes Hetaireias (Βιβλιοθήκη της εν Αθήναις Αρχαιολογικής Εταιρείας, The Library of the Archaeological Society at Athens).

## Liste der Sekretäre
- 1837–1851: Alexandros Rizos Rangavis
- 1851–1852: Skarlatos Byzantios
- 1852–1859: Kyriakos Pittakis
- 1859–1894: Stephanos Koumanoudis
- 1895–1909: Panagiotis Kavvadias
- 1910–1911: Christos Tsountas
- 1912–1920: Panagiotis Kavvadias
- 1921–1923: Iakovos Dragatsis
- 1924–1951: Georgios Oikonomos
- 1951–1979: Anastasios K. Orlandos
- 1979–1988: Georgios Mylonas
- seit 1988: Vasilios Petrakos